# Mistrzostwa Europy w Piłce Nożnej 1980
Mistrzostwa Europy w piłce nożnej w 1980 roku (Euro 80) odbyły się we Włoszech. Były to szóste Mistrzostwa Europy w piłce nożnej. Turniej finałowy trwał od 11 czerwca do 22 czerwca 1980 roku. Były to pierwsze mistrzostwa z udziałem 8 zespołów.

## Maskotka
Mistrzostwa Europy w 1980 były pierwszymi, które miały maskotkę. Był nią Pinokio.

## Kwalifikacje
Eliminacje Mistrzostw Europy w Piłce Nożnej 1980
W eliminacjach wzięło udział 31 drużyn narodowych, podzielonych na siedem grup (trzy pięciozespołowe, oraz cztery czterozespołowe).
 Polska odpadła w eliminacjach w grupie czwartej ulegając Holandii.

## Zakwalifikowane drużyny
Powiększono liczbę finalistów Mistrzostw Europy do 8 drużyn.
W finałach wzięły udział następujące reprezentacje narodowe:
| Drużyna        | Grupa kwalifikacyjna | Liczba występów | Najlepszy wynik    |
| -------------- | -------------------- | --------------- | ------------------ |
| Włochy         | gospodarz            | 1 (1968)        | Mistrzostwo (1968) |
| Anglia         | Zwycięzca grupy 1    | 1 (1968)        | III miejsce (1972) |
| Belgia         | Zwycięzca grupy 2    | 1 (1972)        | III miejsce (1972) |
| Hiszpania      | Zwycięzca grupy 3    | 1 (1964)        | Mistrzostwo (1964) |
| Holandia       | Zwycięzca grupy 4    | 1 (1976)        | III miejsce (1976) |
| Czechosłowacja | Zwycięzca grupy 5    | 2 (1960, 1976)  | Mistrzostwo (1976) |
| Grecja         | Zwycięzca grupy 6    | debiutant       | debiutant          |
| RFN            | Zwycięzca grupy 7    | 2 (1972, 1976)  | Mistrzostwo (1972) |

## Stadiony
| Stadio Olimpico   | Stadio Giuseppe Meazza | RzymMediolanNeapolTuryn |
| Stadio Olimpico   | Stadio Giuseppe Meazza | RzymMediolanNeapolTuryn |
| Rzym              | Mediolan               | RzymMediolanNeapolTuryn |
| Pojemność: 86 500 | Pojemność: 85 700      | RzymMediolanNeapolTuryn |
| Stadio San Paolo  | Stadio Comunale        | RzymMediolanNeapolTuryn |
| Stadio San Paolo  | Stadio Comunale        | RzymMediolanNeapolTuryn |
| Neapol            | Turyn                  | RzymMediolanNeapolTuryn |
| Pojemność: 72 800 | Pojemność: 50 000      | RzymMediolanNeapolTuryn |

## Faza grupowa
Legenda do tabelek:
- Pkt - liczba punktów
- M - liczba meczów
- W - wygrane
- R - remisy
- P - porażki
- Br+ - bramki zdobyte
- Br- - bramki stracone
- +/- - różnica bramek

Dwie pierwsze drużyny z każdej grupy awansowały do dalszych gier.
Czas: CEST

### Grupa A
| Zespół         | Pkt | M | W | R | P | Br+ | Br- | +/- |
| -------------- | --- | - | - | - | - | --- | --- | --- |
| RFN            | 5   | 3 | 2 | 1 | 0 | 4   | 2   | 2   |
| Czechosłowacja | 3   | 3 | 1 | 1 | 1 | 4   | 3   | 1   |
| Holandia       | 3   | 3 | 1 | 1 | 1 | 4   | 4   | 0   |
| Grecja         | 1   | 3 | 0 | 1 | 2 | 1   | 4   | -3  |

11 czerwca 1980
| Czechosłowacja | 0 – 1 (0-0) | RFN            | 17:45 – Stadio Olimpico, Rzym Sędzia: Alberto Michelotti (Włochy) Widzów: 11059 |
|                |             | Rummenigge 57' | 17:45 – Stadio Olimpico, Rzym Sędzia: Alberto Michelotti (Włochy) Widzów: 11059 |
|                |             |                | 17:45 – Stadio Olimpico, Rzym Sędzia: Alberto Michelotti (Włochy) Widzów: 11059 |
|                |             |                |                                                                                 |
| Holandia       | 1 – 0 (0-0) | Grecja         | 20:30 – Stadio San Paolo, Neapol Sędzia: Adolf Prokop (NRD) Widzów: 14990       |
| Kist (k) 65'   |             |                | 20:30 – Stadio San Paolo, Neapol Sędzia: Adolf Prokop (NRD) Widzów: 14990       |
|                |             |                | 20:30 – Stadio San Paolo, Neapol Sędzia: Adolf Prokop (NRD) Widzów: 14990       |

14 czerwca 1980
| RFN             | 3 – 2 (1-0) | Holandia           | 17:45 – Stadio San Paolo, Neapol Sędzia: Robert Wurtz (Francja) Widzów: 26546 |
| Allofs 20'      |             | Rep (k) 79'        | 17:45 – Stadio San Paolo, Neapol Sędzia: Robert Wurtz (Francja) Widzów: 26546 |
| Allofs 60'      |             | van de Kerkhof 85' | 17:45 – Stadio San Paolo, Neapol Sędzia: Robert Wurtz (Francja) Widzów: 26546 |
| Allofs 65'      |             |                    |                                                                               |
|                 |             |                    |                                                                               |
| Grecja          | 1 – 3 (1-2) | Czechosłowacja     | 20:30 – Stadio Olimpico, Rzym Sędzia: Patrick Partridge (Anglia) Widzów: 4726 |
| Anastopulos 14' |             | Panenka 6'         | 20:30 – Stadio Olimpico, Rzym Sędzia: Patrick Partridge (Anglia) Widzów: 4726 |
|                 |             | Vízek 26'          | 20:30 – Stadio Olimpico, Rzym Sędzia: Patrick Partridge (Anglia) Widzów: 4726 |
|                 |             | Nehoda 63'         |                                                                               |

17 czerwca 1980
| Holandia | 1 – 1 (0-1) | Czechosłowacja | 17:45 – Giuseppe Meazza, Mediolan Sędzia: Hilmi Ok (Turcja) Widzów: 11889            |
| Kist 59' |             | Nehoda 16'     | 17:45 – Giuseppe Meazza, Mediolan Sędzia: Hilmi Ok (Turcja) Widzów: 11889            |
|          |             |                | 17:45 – Giuseppe Meazza, Mediolan Sędzia: Hilmi Ok (Turcja) Widzów: 11889            |
|          |             |                |                                                                                      |
| Grecja   | 0 – 0 (0-0) | RFN            | 20:30 – Stadio Comunale, Turyn, Turyn Sędzia: Brian McGinlay (Szkocja) Widzów: 13901 |

### Grupa B
| Zespół    | Pkt | M | W | R | P | Br+ | Br- | +/- |
| --------- | --- | - | - | - | - | --- | --- | --- |
| Belgia    | 4   | 3 | 1 | 2 | 0 | 3   | 2   | 1   |
| Włochy    | 4   | 3 | 1 | 2 | 0 | 1   | 0   | 1   |
| Anglia    | 3   | 3 | 1 | 1 | 1 | 3   | 3   | 0   |
| Hiszpania | 1   | 3 | 0 | 1 | 2 | 2   | 4   | -2  |

12 czerwca 1980
| Belgia        | 1 – 1 (1-1) | Anglia      | 17:45 – Stadio Comunale, Turyn, Turyn Sędzia: Heinz Aldinger (RFN) Widzów: 15186 |
| Ceulemans 29' |             | Wilkins 26' | 17:45 – Stadio Comunale, Turyn, Turyn Sędzia: Heinz Aldinger (RFN) Widzów: 15186 |
|               |             |             | 17:45 – Stadio Comunale, Turyn, Turyn Sędzia: Heinz Aldinger (RFN) Widzów: 15186 |
|               |             |             |                                                                                  |
| Hiszpania     | 0 – 0 (0-0) | Włochy      | 20:30 – Giuseppe Meazza, Mediolan Sędzia: Karoly Palotai (Węgry) Widzów: 46816   |

15 czerwca 1980
| Belgia     | 2 – 1 (1-1) | Hiszpania    | 17:45 – Giuseppe Meazza, Mediolan Sędzia: Charles Corver (Holandia) Widzów: 11430    |
| Gerets 17' |             | Quini 36'    | 17:45 – Giuseppe Meazza, Mediolan Sędzia: Charles Corver (Holandia) Widzów: 11430    |
| Cools 65'  |             |              | 17:45 – Giuseppe Meazza, Mediolan Sędzia: Charles Corver (Holandia) Widzów: 11430    |
|            |             |              |                                                                                      |
| Anglia     | 0 – 1 (0-0) | Włochy       | 20:30 – Stadio Comunale, Turyn, Turyn Sędzia: Nicolae Rainea (Rumunia) Widzów: 59646 |
|            |             | Tardelli 79' | 20:30 – Stadio Comunale, Turyn, Turyn Sędzia: Nicolae Rainea (Rumunia) Widzów: 59646 |
|            |             |              | 20:30 – Stadio Comunale, Turyn, Turyn Sędzia: Nicolae Rainea (Rumunia) Widzów: 59646 |

18 czerwca 1980
| Hiszpania    | 1 – 2 (0-1) | Anglia       | 17:45 – Stadio San Paolo, Neapol Sędzia: Erich Linemayr (Austria) Widzów: 14440       |
| Dani (k) 48' |             | Brooking 19' | 17:45 – Stadio San Paolo, Neapol Sędzia: Erich Linemayr (Austria) Widzów: 14440       |
|              |             | Woodcock 61' | 17:45 – Stadio San Paolo, Neapol Sędzia: Erich Linemayr (Austria) Widzów: 14440       |
|              |             |              |                                                                                       |
| Włochy       | 0 – 0 (0-0) | Belgia       | 20:30 – Stadio Olimpico, Rzym Sędzia: António José Garrido (Portugalia) Widzów: 42318 |

## Mecz o 3. miejsce
21 czerwca 1980
| Włochy                               | 1 – 1 (0-0)                 | Czechosłowacja | 20:30 – Stadio San Paolo, Neapol Sędzia: Erich Linemayr (Austria) Widzów: 24652 |                |
| Graziani 73'                         |                             | Jurkemik 54'   | 20:30 – Stadio San Paolo, Neapol Sędzia: Erich Linemayr (Austria) Widzów: 24652 |                |
|                                      |                             |                | 20:30 – Stadio San Paolo, Neapol Sędzia: Erich Linemayr (Austria) Widzów: 24652 |                |
| UWAGA: Dogrywka nie zmieniła wyniku. |                             |                |                                                                                 |                |
|                                      |                             |                |                                                                                 |                |
| Rzuty karne                          |                             |                |                                                                                 |                |
| Włochy                               | Włochy                      | 8 – 9          | Czechosłowacja                                                                  | Czechosłowacja |
| Causio: gol                          | Causio: gol                 | 1-1            | Masný: gol                                                                      | Masný: gol     |
| Altobelli: gol                       | Altobelli: gol              | 2-2            | Nehoda: gol                                                                     | Nehoda: gol    |
| Baresi: gol                          | Baresi: gol                 | 3-3            | Ondruš: gol                                                                     | Ondruš: gol    |
| Cabrini: gol                         | Cabrini: gol                | 4-4            | Jurkemik: gol                                                                   | Jurkemik: gol  |
| Benetti: gol                         | Benetti: gol                | 5-5            | Panenka: gol                                                                    | Panenka: gol   |
| Graziani: gol                        | Graziani: gol               | 6-6            | Gögh: gol                                                                       | Gögh: gol      |
| Scirea: gol                          | Scirea: gol                 | 7-7            | Gajdůšek: gol                                                                   | Gajdůšek: gol  |
| Tardelli: gol                        | Tardelli: gol               | 8-8            | Kozák: gol                                                                      | Kozák: gol     |
| Collovati: Netolička obrona          | Collovati: Netolička obrona | 8-9            | Barmoš: gol                                                                     | Barmoš: gol    |

## Finał
22 czerwca 1980
| RFN               | 2 – 1 (1-0) | Belgia               | 20:30 – Stadio Olimpico, Rzym Sędzia: Nicolae Rainea (Rumunia) Widzów: 47 864 |
| Hrubesch 10', 88' |             | Vandereycken (k) 75' | 20:30 – Stadio Olimpico, Rzym Sędzia: Nicolae Rainea (Rumunia) Widzów: 47 864 |
|                   |             |                      | 20:30 – Stadio Olimpico, Rzym Sędzia: Nicolae Rainea (Rumunia) Widzów: 47 864 |

## Statystyka turnieju

### Strzelcy goli
3 Gole
- Klaus Allofs

2 Gole
- Horst Hrubesch
- Zdeněk Nehoda
- Kees Kist

1 Gol
- – Julien Cools – Eric Gerets – René Vandereycken
- Ladislav Jurkemik – Antonín Panenka – Ladislav Vízek
- Trevor Brooking – Ray Wilkins – Tony Woodcock
- Karl-Heinz Rummenigge
- Nikos Anastopulos
- Francesco Graziani – Marco Tardelli
- Johnny Rep – Willy van de Kerkhof
- Daniel Ruiz – Enrique Castro Quini

### Najszybszy gol
6 minuta : Antonin Panenka (Czechosłowacja z Grecją)

### Średnia goli
1.93 na mecz